# Sylvia Dördelmann
Sylvia Dördelmann (* 7. April 1970 in Waltrop) ist eine ehemalige deutsche Ruderin, die 1992 Olympiadritte mit dem Achter war.
Die Ruderin vom Ruderverein Waltrop war 1989 mit dem Vierer ohne Steuerfrau Zweite der deutschen Meisterschaft geworden, 1990 gewann sie den Titel in dieser Bootsklasse. Bei der Weltmeisterschaft in Tasmanien belegte das Boot in der Besetzung Gabriele Mehl, Meike Holländer, Cerstin Petersmann und Sylvia Dördelmann den zweiten Platz hinter dem rumänischen Vierer. Nachdem sie 1991 mit dem deutschen Achter den fünften Platz bei der Weltmeisterschaft belegt hatte, gehörte sie auch bei den Olympischen Spielen 1992 in Barcelona zur Besatzung des Achters, der in der Besetzung Annegret Strauch, Sylvia Dördelmann, Cerstin Petersmann, Kathrin Haacker, Dana Pyritz, Christiane Harzendorf, Ute Wagner, Judith Zeidler mit Steuerfrau Daniela Neunast die Bronzemedaille gewann. 1992 gewann sie auch ihren einzigen deutschen Meistertitel im Achter.
Für den Gewinn der Bronzemedaillen 1992 erhielt sie, zusammen mit ihrer Crew, am 23. Juni 1993 das Silberne Lorbeerblatt.